# Робертс, Брэдли
Брэдли Эндрю Робертс (англ. Bradley Andrew Roberts, родился 4 января 1996 в Дурбане) — валлийский регбист, выступавший на позиции хукера. Играл за клубы «Ольстер» и «Дрэгонс» в United Rugby Championship, а также за сборную Уэльса.

## Биография
Робертс учился в Дурбанской подготовительной школе и в школе Майклхаус. Однако после окончания учёбы он не смог попасть ни в регбийную академию, ни в какой-либо клуб провинции ЮАР, поэтому переехал в Северный Уэльс, в Колуин-Бей, где стал игроком «РГК 1404» в межсезонье. Летом он вернулся в ЮАР, где некоторое время находился на просмотре в юниорской (до 19 лет) команде «Шаркс» и играл в её составе, но в итоге контракт так и не подписал. После этого Робертс поступил в Стелленбосский университет.
В 2017 году Брайан Смит, руководитель североирландского клуба «Рэйни Олд Бойз» из города Марафелт графства Лондондерри, посмотрев нарезку выступлений Робертса, пригласил его в свою команду. Робертс вывел команду в сезоне 2018/2019 в дивизион 2A Всеирландского чемпионата, а благодаря выступлениям привлёк внимание клуба «Ольстер», который включил его в свой состав в качестве запасного хукера. Он был заявлен на матч одного из туров Про14 против «Эдинбурга», в котором дебютировал, выйдя на замену. 27 декабря 2020 года он сыграл свой второй матч за клуб против «Коннахта», выйдя на замену на 68-й минуте вместо Джона Эндрю. В апреле 2021 года он подписал контракт сроком на один год.
В конце 2021 года Робертс был вызван в сборную Уэльса для участия в тест-матчах конца года: поскольку его бабушка по отцовской линии была родом из Лландисула, он имел право играть за валлийскую сборную. Его дебют состоялся 6 ноября 2021 года против ЮАР на «Миллениуме». Чтобы сохранить право играть за сборную, в конце сезона 2021/2022 Робертс перешёл в клуб «Дрэгонс», заключив долгосрочный контракт. Робертс сыграл всего 5 матчей за сборную Уэльса с 2021 по 2023 годы, а единственную попытку занёс 18 марта 2023 года в гостевом матче против Франции на Кубке шести наций, однако валлийцы тогда проиграли 28:41.
8 августа 2024 года стало известно, что Робертс уходит из регби в связи с незалеченной травмой спины.